# إضراب الطلبة الجزائريين 1956
إضراب الطلبة الجزائريين 19 مايو 1956 في الجزائر هو إضراب طلابي عام الذي دعا إليه الإتحاد العام للطلبة المسلمين الجزائريين بتاريخ 19 مايو 1956، وكان هذا الإضراب جزءًا من دعم الطلاب لثورة التحرير الجزائرية وبداية إلتحاقهم بها.
وشارك في الإضراب ألاف الطلاب الجزائريين في الجزائر، والطلاب الموجودين خارج الجزائر في الجامعات الفرنسية والمصرية والتونسية، وتوسع الإضراب ليشمل طلاب المدارس الثانوية.

## الخلفية
تمت الدعوة إلى إضراب الطلبة الجزائريين بعد الجرائم التي ألحقها الإستعمار الفرنسي في حق الطلبة والتضييقات في حق الاتحاد العام للطلبة المسلمين الجزائريين، والإحساس بالإخلال بالمسؤولية اتجاه ثورة التحرير، ودعا الاتحاد إلى الإلتحاق بالجبال وبجيش التحرير الوطني وجبهة التحرير: «بعد اغتيال أخينا زدور بن القاسم من طرف الشرطة الفرنسية، وبعد الفتك بأخينا الكبير الطبيب ابن زرجب ... بينما يناضل شعبنا نضال الأبطال وتنتهك حريات أمهاتنا وزوجاتنا، وإخواننا، ويتساقط أولادنا، وشيوخنا، تحت رصاص الرشاشات ... فلنهجر مقاعد الجامعات ولنتوجه إلى الجبال والأوغار، ولنلتحق كافة بجيش التحرير الوطني وبمنظمته السياسية جبهة التحرير الوطني أيها الطلبة والمثقفون الجزائريون، أنرتد على أعقابنا والحال أن العالم ينظر إلينا، والوطن ينادينا والبلاد تدعونا إلى حياة العز، والبطولة، والمجد».